# Verba visibilia
Verba visibilia (łac. widzialne słowa) – elementy napisowe w obrazach malarskich. Do końca XV w. umieszczane często na ramach obrazów, w górnej lub w dolnej części malowidła, na przedstawionych fragmentach architektonicznych lub tkaninach, bezpośrednio na tle, a także (szczególnie w malarstwie późnogotyckim) na ozdobnych banderolach włączonych w układ obrazu.